# Grallaria haplonota
A Grallaria haplonota a madarak osztályának verébalakúak (Passeriformes) rendjébe és a hangyászpittafélék (Grallariidae) családjába tartozó faj.

## Rendszerezése
A fajt Philip Lutley Sclater angol ügyvéd és zoológus írta le 1877-ben.

## Alfajai
- Grallaria haplonota haplonota - P. L. Sclater, 1877
- Grallaria haplonota pariae - Phelps, Sr. & Phelps, Jr., 1949
- Grallaria haplonota parambae - Rothschild, 1900
- Grallaria haplonota chaplinae - Robbins & Ridgely, 1986[2]

## Előfordulása
Dél-Amerika északi és északnyugati részén, Ecuador, Kolumbia, Peru és Venezuela területén honos. Természetes élőhelyei a szubtrópusi és trópusi hegyi erdők, valamint másodlagos erdők. Állandó, nem vonuló faj.

## Megjelenése
Testhossza 17 centiméter.

## Természetvédelmi helyzete
Az elterjedési területe elég nagy, egyedszáma viszont stabil. A Természetvédelmi Világszövetség Vörös listáján nem fenyegetett fajként szerepel.